# Pramila Jayapal
Pramila Jayapal, née le 21 septembre 1965 à Madras (aujourd'hui Chennai) en Inde, est une femme politique américaine d'origine indienne. Membre du Parti démocrate, elle est élue du 7e district congressionnel de l'État de Washington à la Chambre des représentants des États-Unis depuis 2017.

## Biographie
Pramila Jayapal est née à Chennai (alors Madras) avant de quitter l'Inde à l'âge de 5 ans pour l'Indonésie puis Singapour. Elle arrive aux États-Unis lorsqu'elle a 16 ans. Après les attentats du 11 septembre 2001, elle fonde l'association Hate Free Zone  (devenue OneAmerica) qui vient en aide aux immigrés et aux réfugiés aux États-Unis. Elle est diplômée d'un baccalauréat universitaire de Georgetown et d'un MBA de la Kellogg School of Management.
En 2014, elle est élue sénatrice de l'État de Washington. Elle rassemble 67 % des voix face à Louis Watanabe dans le 37e district, qui comprend notamment le quartier de Columbia City (en) à Seattle.
Aux élections de 2016, elle se présente à la Chambre des représentants des États-Unis dans le 7e district de l'État de Washington pour succéder au Démocrate Jim McDermott, élu depuis 1988 et qui ne se représente pas. Le district, couvrant une grande partie de Seattle et quelques zones environnantes, est l'un des plus progressistes du pays. Elle reçoit le soutien de Bernie Sanders, Emily's List et Planned Parenthood. Elle arrive largement en tête de la primaire non partisane avec 42 % des voix, devant un autre démocrate, le représentant d'État Brady Walkinshaw à 21 %, juste devant un autre démocrate, Joe McDermot, à 19 %. Le premier républicain, Craig Keller n'obtient que 16 %. Walkinshaw et elle sont d'accord sur la grande majorité des questions. Walkinshow, qui serait le premier représentant gay et latino de l'État au Congrès, l'attaque pour ses dons qui viennent essentiellement de l'extérieur du district, où elle n'a d'ailleurs pas sa résidence. Il est soutenu par le troisième homme de la primaire, Joe McDermott, et par le Seattle Times tandis que Jayapal reçoit le soutien du Stranger. Lors de l'élection générale, elle est élue avec 56 % des voix face à Walkinshaw 44 %,. Elle est la première femme indo-américaine à être élue à la Chambre des représentants,. En 2018, elle remporte la primaire non partisane avec 82 % des suffrages face au candidat républicain Craig Keller et elle est réélue pour un second mandat à la chambre des Représentants lors des élections de mi-mandat de novembre 2018.